# Astutuli
Astutuli est une comédie théâtrale et musicale de Carl Orff créée en 1953, écrite dans  une langue bavaroise historicisante, d'une durée d'environ 50 minutes.

## Synopsis
Astutuli est une pièce satirique dont le titre vient du latin astutus (astucieux, intelligent) et son diminutif. Le sujet se moque des personnes qui se croient particulièrement intelligentes et de la crédulité des masses populaires.
Dans une petite ville de Bavière, un jongleur ambulant, Gagler, annonce une représentation théâtrale, et tous les citoyens se précipitent. Le jongleur évoque d'abord Onuphri, un géant byzantin, puis le Goggolori, un gobelin bavarois, de manière si vivante que tous les spectateurs bluffés sont convaincus de leur présence à leurs côtés. Le public s'émerveille ensuite de la vision du pays de cocagne qui promet une vie dans l'abondance et sans travail. Le Gagler convainc son public que n’importe qui peut y accéder à condition de revêtir la « robe kokanienne ». Bientôt chacun enlève ses propres vêtements pour essayer la robe. Les vêtements jetés sont ramassés par le Voyageur, un complice de Gagler, et ils s'enfuient tous les deux avec les affaires des gens ainsi dépouillés. Lorsque les citoyens constatent la disparition, ils croient identifier deux coupables avant que le farceur ne revienne, toujours déguisé, pour expliquer qu'il peut fabriquer de l'or avec des simples boutons de pantalon. Dans l'espoir de devenir riche bientôt, tout le monde se met à danser pendant que le fraudeur s'enfuit une dernière fois, les habitants ayant été à nouveau bernés.

## Composition
L'œuvre a été composée dans les derniers mois de la deuxième guerre mondiale, entre 1945 et 1946, juste après Die Bernauerin (de). Avec cette dernière pièce, mais aussi le Ludus de nato Infante mirificus et la Comoedia de Christi résurrectione, Astutuli constitue une trilogie, le Théâtre mondial bavarois de Carl Orff, dont l'élément unificateur est l'utilisation de la langue bavaroise, contemporaine ou ancienne.
Karl List a dirigé la première le 20 octobre 1953 au Kammerspiele de Munich avec une mise en scène de Hans Schweikart et une scénographie de H. Jürgens.
L'œuvre existe comme une pure récitation dans un enregistrement télévisé du compositeur lui-même interprétant tous les rôles.

## Style
Malgré la présence d'un orchestre, la pièce n'est pas un opéra, mais plutôt une pièce théâtrale, les orateurs devant réciter leur texte selon un rythme dicté par la composition. L'orchestre, réduit à de pures percussions, souligne encore la prédominance de l'élément rythmique et les pages composées sur une portée à cinq lignes sont rares.
Orff s'est inspiré pour sa comédie du Théâtre Entremés Le Miracle de Miguel de Cervantes . Pour les thuriféraires de Orff qui ont cherché à défendre son positionnement ambigu sous le III° Reich, la pièce pourrait être interprétée comme une réflexion sur la séduction des masses sous le nazisme. Pourtant, il est établi, par les écrits de Orff lui-même, que le compositeur ne se souciait pas des références actuelles ou politiques et un des biographes autorisés de Orff, Andreas Liess, le confirme.
Astutuli a aussi été analysée comme le pendant satirique de Die Bernauerin (de), composée quelques mois plus tôt et qui constitue une pièce dramatique.

## Instrumentation
3 timbales, 1 xylophone, 1 paire de tambours à main ( bongos), 2 petits tambours, 3 tambours mélangeurs, 1 tambourin, 1 grand tambour, 1 grand tambour avec cymbales, 3 cymbales, 3 tambours à blocs de bois, 1 jeu de pierres, 4 à 5 gobelets frottés sur le bord avec le doigt, hochets, castagnettes, cliquet, machine à vent, tuba. Sur scène : une cymbale suspendue. (8 à 9 joueurs)

## Référence
- Carl Orff : Astutuli. Une comédie bavaroise. Manuel. Schott, Mayence 1985,  (ISBN 3-7957-3631-5) .
- Carl Orff : Astutuli. Une comédie bavaroise. Avec 9 dessins d' Alfred Kubin . télévision numérique, Munich 1980,  (ISBN 3-423-02408-9) .
- Andreas Liess : Carl Orff. Idée et travail. Édition révisée. Goldmann, Munich 1980,  (ISBN 3-442-33038-6) .

## Enregistrements et films
- Carl Orff : Une pièce de Noël. Un jeu de Pâques. Astutuli. Classiques RCA [2CD].
- Carl Orff : Astutuli. Édition DVD de Carl Orff. Schott Music, Mayence 2007,  (ISBN 978-3-7957-7831-6) [DVD].

## Liens Internet
- Handlung von Astutuli bei Opera-Guide
- Astutuli - Eine bairische Komödie (1953), Werkinformationen der Carl-Orff-Stiftung